# Ghetoul din Chișinău
Ghetoul din Chișinău, în care autoritățile române au comasat evreii în timpul administrației militare românești a Basarabiei. a fost creat la 23 iulie 1941 din ordinul guvernatorului militar al Basarabiei, generalul Constantin Voiculescu și, în timpul existenței ghetoului, evreul basarabean Gutman Landau a fost numit reprezentantul evreilor. 
La intrarea României în Al Doilea Război Mondial, în Chișinău locuiau circa 50.000 de evrei, dintre care o mare parte (aprox. 40.000) au apucat să se refugieze odată cu începerea ostilităților (Operațiunea München). Conform situației de la sfârșitul verii, în data de 1 septembrie 1941 erau deținuți în ghetou 11.252 de evrei. Începând cu 8 octombrie și până la sfârșitul lunii octombrie 1941 autoritățile române au masacrat o parte dintre evrei, iar o altă parte a fost deportată în Transnistria. Către sfârșitul anului 1941 mai rămăseseră în Chișinău doar 215 evrei din căsătorii mixte și convertiți la creștinism. La 30 iunie 1942, ultimii 224 de evrei dintre care 20 de copii, au fost deportați în stânga Nistrului.

## Context și creare
Ordinul de „curățire a terenului”, numele de cod folosit de regimul antonescian ca echivalent al termenului german „soluția finală”, de deportare și de exterminare a evreilor din Basarabia și Bucovina a fost dat de mareșalul Ion Antonescu, Conducătorul statului român. Pentru punerea în aplicare a acestei sarcini, el a ales armata și jandarmeria, atribuții în acest sens având administrația civilă a armatei, reprezentată prin pretoratul militar, și Inspectoratul General al Jandarmeriei, aflat sub comanda generalilor Constantin (Piki) Vasiliu, comandant al Jandarmeriei (1940 - 23 august 1944) și subsecretar de stat la Ministerul de Interne (ce va fi ulterior degradat, condamnat la moarte și executat pentru crime de război), și Constantin Tobescu. Executantul acestor „ordine speciale” a fost marele pretor al Armatei, generalul Ioan Topor. Șeful Marelui Stat Major al Armatei, generalul Iosif Iacobici, a ordonat comandantului Biroului 2, locotenent-colonelul Alexandru Ionescu, să pună în aplicare un plan „pentru înlăturarea elementului iudaic de pe teritoriul basarabean prin organizarea și acționarea de echipe, care să devanseze trupele române”. 
Planul a fost pus în aplicare începând cu 9 iulie 1941. Jandarmeria a primit ordinul de „curățire a terenului” cu trei-patru zile înainte de trecerea Prutului (21 iunie 1941), în trei locuri diferite din Moldova: Roman, Fălticeni și Galați. Inspectorul general al jandarmeriei, generalul Constantin Z. Vasiliu, a declarat în fața subofițerilor și ofițerilor de jandarmi la Roman că prima măsură pe care sunt datori s-o aducă la îndeplinire va fi aceea de curățire a terenului, prin care se înțelege: exterminarea pe loc a tuturor evreilor aflați pe teritoriul rural; închiderea în ghetouri a evreilor de pe teritoriul urban; arestarea tuturor suspecților, a activiștilor de partid, a acelora care au ocupat funcțiuni de răspundere sub autoritatea sovietică și trimiterea lor sub pază la legiune. Comandantul legiunii de jandarmi Orhei, Constantin Popoiu, a atras atenția jandarmilor săi că „trebuie să-i extermine pe evrei dela pruncul în fașă până la bătrânul neputincios, toți fiind periculoși pentru nația română”.
Înainte de a pleca spre Chișinău, guvernatorul militar al Basarabiei, generalul Voiculescu, a fost chemat la Ion Antonescu, care i-a dat ordine verbale în conformitate. Aceste ordine îl împuterniceau, printre altele, „să sancționeze fără milă pe toți cei care nu au înțeles să se încadreze în aceste idei fundamentale”. Prima problemă pe care guvernatorul avea datoria s-o rezolve era problema evreiască, în conformitate cu directiva simplă și clară că „...evreii trebuie supuși unui regim corespunzător acțiunilor și faptelor (...) și comportării lor din epoca ocupației sovietice” (a Basarabiei și Bucovinei de nord în iunie 1940, în timpul regimului sovietic și în primele faze ale războiului, în iunie și iulie 1941). „În această ordine de idei, constatând că evreii forfotesc în întreaga Basarabie și în special la Chișinău, la numai cinci zile după sosirea subsemnatului la Chișinău am dat ordin... (se alătură în copie), privitor la înființarea de lagăre și ghetouri. Prin același ordin, am prescris ca operațiunile de înființare a ghetoului Chișinău să fie accelerate”..

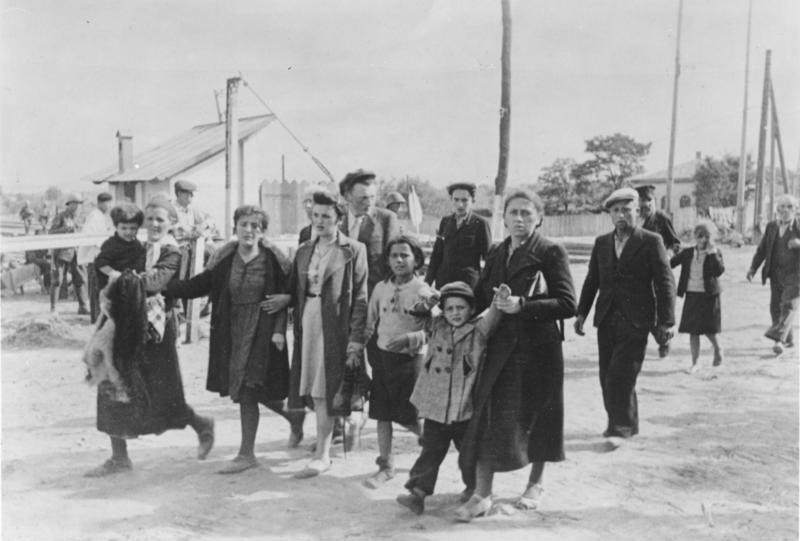
Evreii sunt adunați în ghetou.
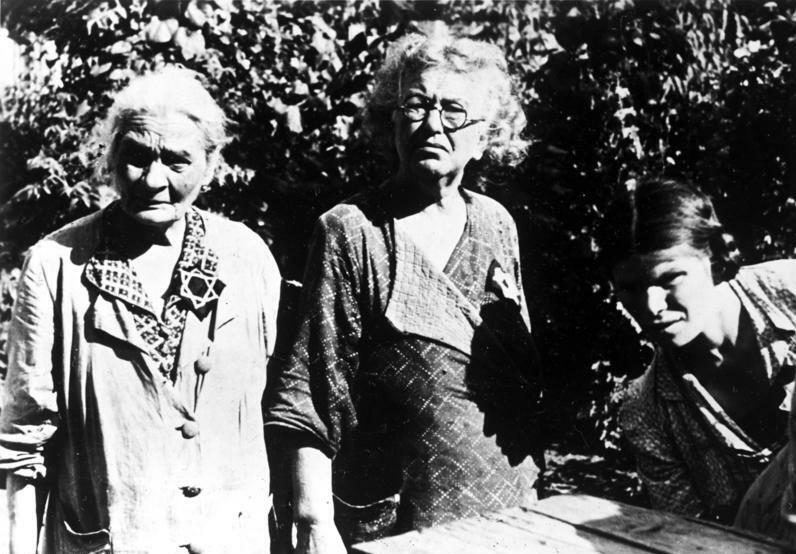
Evreice marcate cu steaua cu șase colțuri, august 1941.
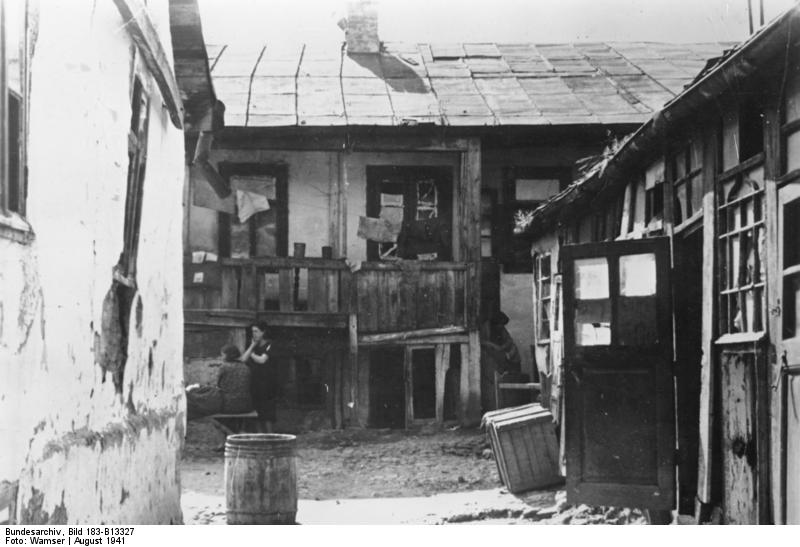
Interiorul ghetoului
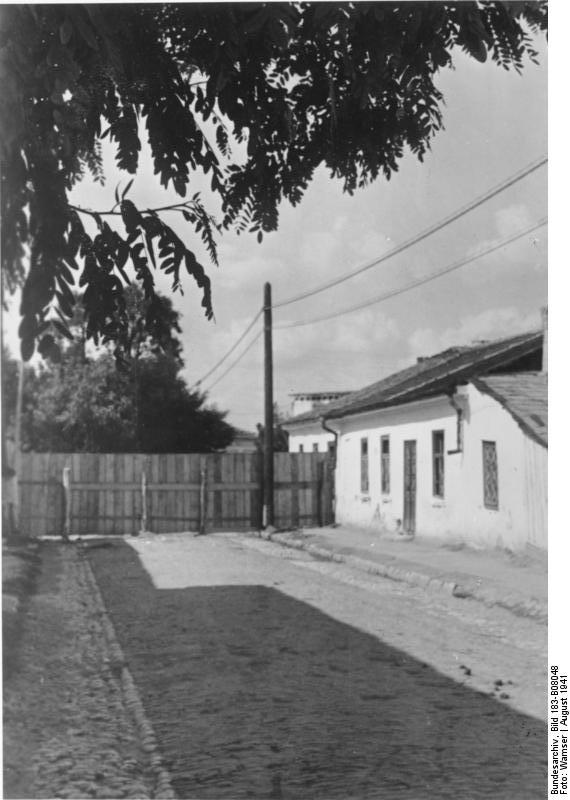

## Amplasare și caracteristici

Limitetele ghetoului în cadrul orașului de astăzi.

Ghetoul se afla în partea de jos a orașului (mai la vale de Catedrală). Pentru mutarea miilor de persoane au fost puse la dispoziție două zile. În prima zi după sosire, evreii au fost ținuți câteva ore în piață, pe arșiță, fără să li se permită să-și facă nevoile, fără apă și mâncare. În ghetou au fost adunați, după părerile cercetătorilor, de la 9 până la 13 mii de persoane. Perimetrul gardului de lemn care înconjura ghetoul era de 4 kilometri. 

## Vezi și
- Cartea Neagră
- Masacrul de la Odesa